# Relaciones Emiratos Árabes Unidos-Estados Unidos
Las relaciones Emiratos Árabes Unidos-Estados Unidos son las relaciones diplomáticas entre Estados Unidos y Emiratos Árabes Unidos. Los Emiratos Árabes Unidos han sido descritos como el mejor aliado antiterrorista de Estados Unidos en el Golfo Pérsico por Richard A. Clarke, el asesor de seguridad nacional y el experto en antiterrorismo de EE. UU. En términos de defensa, las Fuerzas Armadas de los Emiratos Árabes han sido apodadas "Little Sparta" por las Fuerzas Armadas de los Estados Unidos Generales y el secretario de defensa de los Estados Unidos James Mattis por su papel activo contra los extremistas el medio Oriente. Los Emiratos Árabes Unidos también albergan la única frontera de Estados Unidos separada del territorio principal en el Medio Oriente.

## Relaciones diplomáticas

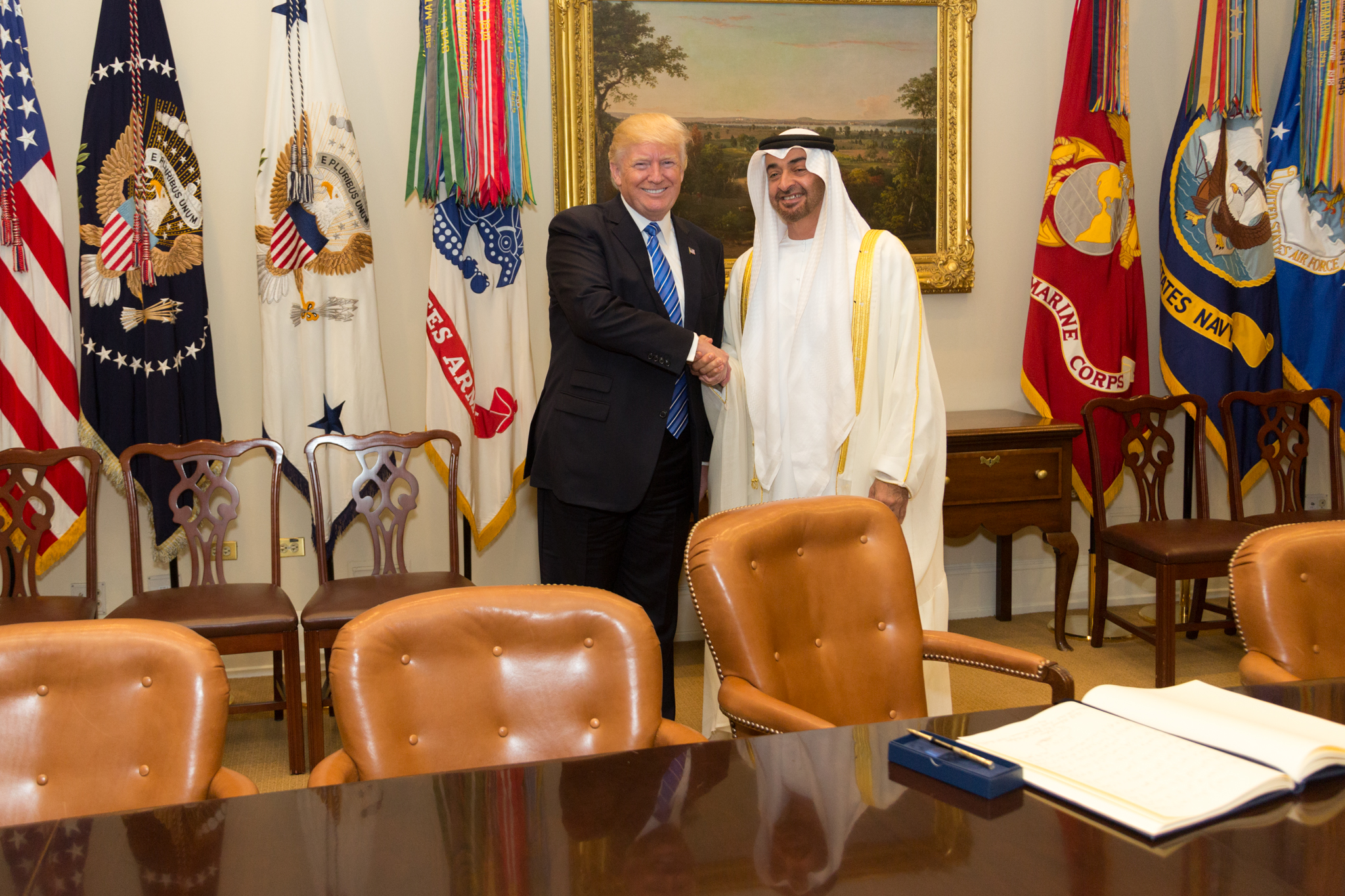
Sheikh Mohammed bin Zayed Al Nahyan y el presidente de los Estados Unidos Donald Trump en Washington D. C., mayo de 2017

Embajada de Estados Unidos en Abu Dhabi, EAU.

Los Estados Unidos fueron el tercer país en establecer relaciones diplomáticas formales con los Emiratos Árabes Unidos y han tenido un embajador residente en los Emiratos Árabes Unidos desde 1974. Los dos países han disfrutado de relaciones amistosas relaciones diplomáticas entre sí y tienen desarrolló fuertes lazos de gobierno a gobierno, incluida una estrecha cooperación [de seguridad]. La calidad de las relaciones entre los EE. UU. y los Emiratos Árabes Unidos aumentó dramáticamente como resultado de la campaña de la coalición liderada por los EE. UU. Para poner fin a la ocupación iraquí de Kuwait. Los puertos de los EAU alojan más barcos de la Marina de Estados Unidos que cualquier puerto fuera de EE. UU.
Al frente de la Embajada de los EAU en Washington D. C., se encuentra el embajador Yousef Al Otaiba, quien presentó sus credenciales en julio de 2008.

## Acuerdo Bilateral de Cooperación Nuclear
El 15 de enero de 2009, el Jeque Abdullah bin Zayed Al Nahyan, el ministro de Relaciones Exteriores de los Emiratos Árabes Unidos y la Secretaria de Estado de los Estados Unidos Condoleezza Rice firmaron un acuerdo bilateral para la cooperación nuclear pacífica que mejora los estándares internacionales de no proliferación de energía nuclear.
El presidente Barack Obama posteriormente aprobó el acuerdo y lo presentó al Congreso el 20 de mayo de 2009 para la revisión obligatoria de 90 días. Después de una audiencia en Capitol Hill en julio de 2009, los líderes de los Comités de Relaciones Exteriores del Senado y del Senado de la Cámara de Representantes emitieron resoluciones que respaldan el acuerdo de cooperación nuclear entre EE. UU. y EAU ".

## Relaciones militares

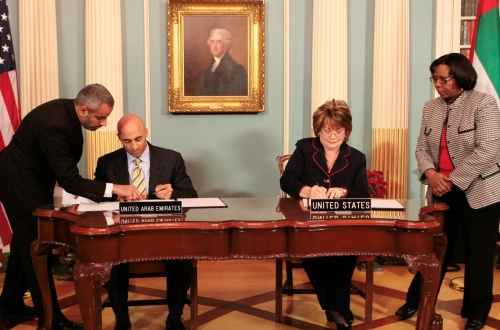
La Subsecretaria de Control de Armas y Seguridad Internacional de los Estados Unidos Ellen Tauscher y la embajadora de los Emiratos Árabes Unidos Yousef Al Otaiba intercambian notas diplomáticas para poner en vigencia el Acuerdo para la Cooperación Civil Civil Pacífica. (17 de diciembre de 2009)

Los Estados Unidos mantienen tres bases militares en los Emiratos Árabes Unidos. Las tres bases son Al Dhafra Air Base, Al Minhad Air Base, y la Base Naval de Fujairah. También se está construyendo en los Emiratos Árabes Unidos un importante hospital militar modelado en las principales instalaciones médicas de EE. UU., Landstuhl Regional Medical Center, que operará el Ejército de Estados Unidos, y las Fuerzas Armadas de los Emiratos Árabes Unidos.
Según Richard A. Clarke, entonces Coordinador Nacional de Seguridad, Protección de Infraestructura y Contraterrorismo de los Estados Unidos y colaborador en el Informe de la Comisión del 9/11, los EAU son el mejor aliado de Estados Unidos contra el terrorismo. en el golfo. Según el embajador anterior de los Estados Unidos en los Emiratos Árabes Unidos Richard G. Olson, el Comandante Adjunto de las Fuerzas Armadas de los Emiratos Árabes Unidos Mohammed bin Zayed Al Nahyan estructuró las fuerzas armadas de los Emiratos Árabes Unidos para que estuvieran estrechamente alineadas con el ejército estadounidense.
Las Fuerzas Armadas de los Emiratos Árabes Unidos son el único país árabe que compromete tropas militares para misiones de ayuda humanitaria en la  Guerra en Afganistán dirigida por Estados Unidos. El ejército de los Emiratos Árabes Unidos es apodado como "Pequeña Esparta" por los Fuerzas Armadas de los Estados Unidos Generales y específicamente por el exsecretario de defensa de los Estados Unidos James Mattis debido a su papel militar activo y efectivo, particularmente en la Guerra contra el terrorismo, a pesar de su reducido personal activo. Mattis también llamó a la operación dirigida por los Emiratos Árabes Unidos 2016 Batalla de Mukalla un modelo para las tropas estadounidenses, haciendo referencia a cómo las Fuerzas Armadas de los Emiratos Árabes Unidos liberaron el puerto de Mukalla de Al -Qaeda en la Península arábiga en 36 horas después de haber sido retenido por AQAP durante más de un año. Antes de unirse a la administración Trump, Mattis recibió el permiso del ejército de EE. UU. Después de retirarse del Cuerpo de Marines para trabajar como asesor militar de las Fuerzas Armadas de los Emiratos Árabes Unidos.
A través de una asociación con los Estados Unidos, los Emiratos Árabes Unidos han encabezado un papel activo en la lucha contra AQPA y ISIL en Yemen. El 26 de febrero de 2019, el presidente de EE. UU. Donald Trump agradeció públicamente a los Emiratos Árabes Unidos en su Twitter por el esfuerzo de los Emiratos Árabes Unidos para rescatar a Danny Burch, un ciudadano estadounidense que estuvo detenido durante 18 meses por militantes en Yemen.

## Pre-autorización de la frontera de Estados Unidos

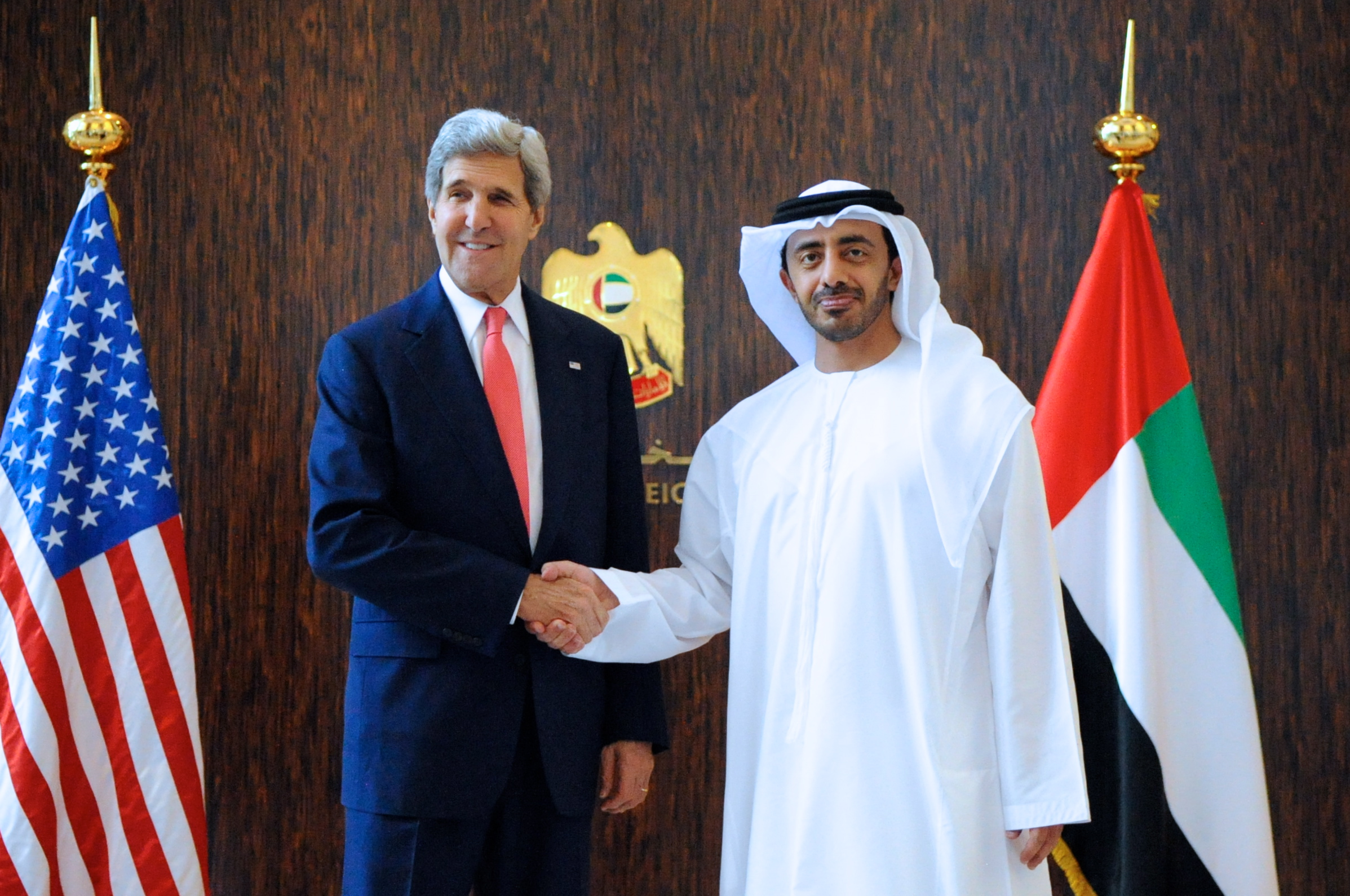
Ministro de Relaciones Exteriores Abdullah bin Zayed Al Nahyan con el Secretario de Estado de los Estados Unidos John Kerry, 2013

Los Emiratos Árabes Unidos es uno de los pocos países y el único en el Oriente Medio que cuenta con una autorización previa de la frontera de los Estados Unidos con personal y operación de Oficiales de Aduanas y Protección Fronteriza de Estados Unidos (CBP), que permiten a los viajeros del Aeropuerto Internacional de Abu Dhabi llegar a los Estados Unidos como viajeros nacionales de los Estados Unidos. El 26 de enero de 2014, se inauguró oficialmente la instalación de despacho de aduanas de los Estados Unidos en el Aeropuerto Internacional de Abu Dhabi. El despacho de aduanas de EE. UU. ee está planificando actualmente en el Aeropuerto Internacional de Dubái.

## Proyecto Raven
Según Reuters, los agentes de inteligencia estadounidenses de la Agencia de Seguridad Nacional (NSA) ayudaron a la Autoridad Nacional de Seguridad Electrónica (NESA) de los Emiratos Árabes Unidos a participar en la vigilancia de terroristas, otros gobiernos, militantes, activistas de derechos humanos, y disidentes en un proyecto colaborativo llamado Proyecto Raven. El proyecto ayudó a romper una red ISIS dentro de los Emiratos, así como a evaluar si otros ataques eran inminentes después de que el ISIS Asesinato de Ibolya Ryan se inspirara en Abu Dhabi. Según Lori Stroud, una de las antiguas analistas de inteligencia de la NSA, los estadounidenses también fueron objeto de vigilancia.

## Ciudades hermanadas
- Abu Dhabi y  Houston, Texas (2002)[15]
- Dubái and  Detroit, Míchigan (2003)[16]